# Martina Moravcová
Martina Moravcová (ur. 16 stycznia 1976 w Pieszczanach) – słowacka pływaczka, wielokrotna medalistka wielkich imprez pływackich.

## Sukcesy
- Igrzyska Olimpijskie
  -  - 100 m stylem motylkowym - Sydney 2000
  -  - 200 m stylem dowolnym - Sydney 2000
- Mistrzostwa Świata
  -  - 100 m stylem dowolnym - Perth 1998
  -  - 200 m stylem dowolnym - Perth 1998
  -  - 200 m stylem zmiennym - Perth 1998
  -  - 200 m stylem dowolnym - Barcelona 2003
  -  - 200 m stylem motylkowym - Barcelona 2003
- Mistrzostwa Europy
  -  - 100 m stylem motylkowym - Sheffield 1993
  -  - 100 m stylem motylkowym - Sevilla 1997
  -  - 100 m stylem dowolnym - Sevilla 1997
  -  - 200 m stylem zmiennym - Sevilla 1997
  -  - 100 m stylem motylkowym - Helsinki 2000
  -  - 100 m stylem dowolnym - Helsinki 2000
  -  - 200 m stylem dowolnym - Helsinki 2000
  -  - 50 m stylem motylkowym - Helsinki 2000
  -  - 100 m stylem motylkowym - Berlin 2002
  -  - 50 m stylem dowolnym - Berlin 2002
  -  - 100 m stylem dowolnym - Berlin 2002
  -  - 100 m stylem motylkowym - Madryt 2004
  -  - 50 m stylem motylkowym - Madryt 2004
  -  - 100 m stylem motylkowym - Budapeszt 2006

## Odznaczenia i nagrody
- Order Ľudovíta Štúra II Klasy – 2001[1]
- Krzyż Prezydenta Republiki Słowackiej I Klasy – 2002[2]
- W 2000 roku otrzymała Krištáľové krídlo[3]